# حارة مذبح القديم (صنعاء)

تعديل مصدري - تعديل

حارة مذبح القديم هي إحدى حارات حي معين بمديرية معين إحد مديريات العاصمة اليمنية صنعاء، بلغ تعداد سكانها 967 نسمة حسب تعداد اليمن لعام 2004.